# Georg Eduard Steitz
Georg Eduard Steitz (* 25. Juli 1810 in Frankfurt am Main; † 19. Januar 1879 ebenda) war ein deutscher evangelischer Theologe und Historiker.

## Leben und Werk
Steitz war ein Großneffe des Frankfurter Bürgermeisters Georg Steitz. Nach dem Besuch des städtischen Gymnasiums studierte er ab 1829 Philologie und Theologie in Tübingen und Bonn. Während seines Studiums wurde er 1829 Mitglied der Commentburschenschaft/Germania Tübingen, 1831 der Burschenschaft Populonia Bonn und 1832 der Burschenschaft Marcomannia Bonn. 1833 kehrte er ohne Examen in seine Heimatstadt zurück und unterrichtete von 1834 bis 1839 als Privatlehrer. 1840 legte er das erste, 1842 das zweite theologische Staatsexamen ab. Zwischen beiden Examina lag ein längerer Aufenthalt in Italien.
Nach dem Examen wurde er im Dezember 1842 Pfarrer an der Dreikönigskirche in Sachsenhausen. Von dort wechselte er 1843 an die Paulskirche, 1848 an die Alte Nikolaikirche. Nach der Annexion der Freien Stadt Frankfurt durch das Königreich Preußen wurde er 1873 Konsistorialrat der Frankfurter Landeskirche. Von 1875 bis zu seinem Tode war er Senior des evangelisch-lutherischen Predigerministeriums.
Neben seinem Beruf als Pfarrer und Theologe trat Steitz ab 1847 vor allem als Historiker und Biograph in Erscheinung. Er gehörte viele Jahre dem Vorstand des Frankfurter Vereins für Geschichte und Altertumskunde an, für dessen Archiv für Frankfurts Geschichte und Kunst er zahlreiche Artikel schrieb. Er verfasste verschiedene Abhandlungen zur Frankfurter Kirchengeschichte der Reformationszeit, darunter Biographien von Wilhelm Nesen, Gerhard Westerburg und Hartmann Beyer, sowie mehrere Artikel für die Realenzyklopädie für protestantische Theologie und Kirche, unter anderem zur Sakramentslehre, über Maria und den Jesuitenorden. 
Für die Allgemeine Deutsche Biographie schrieb er zehn Beiträge, hauptsächlich über Frankfurter Theologen, darunter Hartmann Beyer und Johann Philipp Fresenius. Weitere Biographische Werke entstanden über seinen Großonkel Georg Steitz und über Anton Kirchner, den er noch persönlich gekannt hatte.
Darüber hinaus war Steitz Herausgeber historischer Werke und Urkunden, darunter der Frankfurter Chroniken von Bernhard Rohrbach und Job Rohrbach sowie des Frankfurter Aufruhrbuches über den Aufstand der Zünfte und Bürger im Jahr 1525. 
Er war zeitweise Mitglied der Frankfurter Freimaurerloge Carl zum aufgehenden Licht und bekleidete dort das Amt des „Zweiten Aufsehers“. Für seine Leistungen ernannte ihn die Universität Heidelberg zum Dr. theol.